# Teatr Kamienica

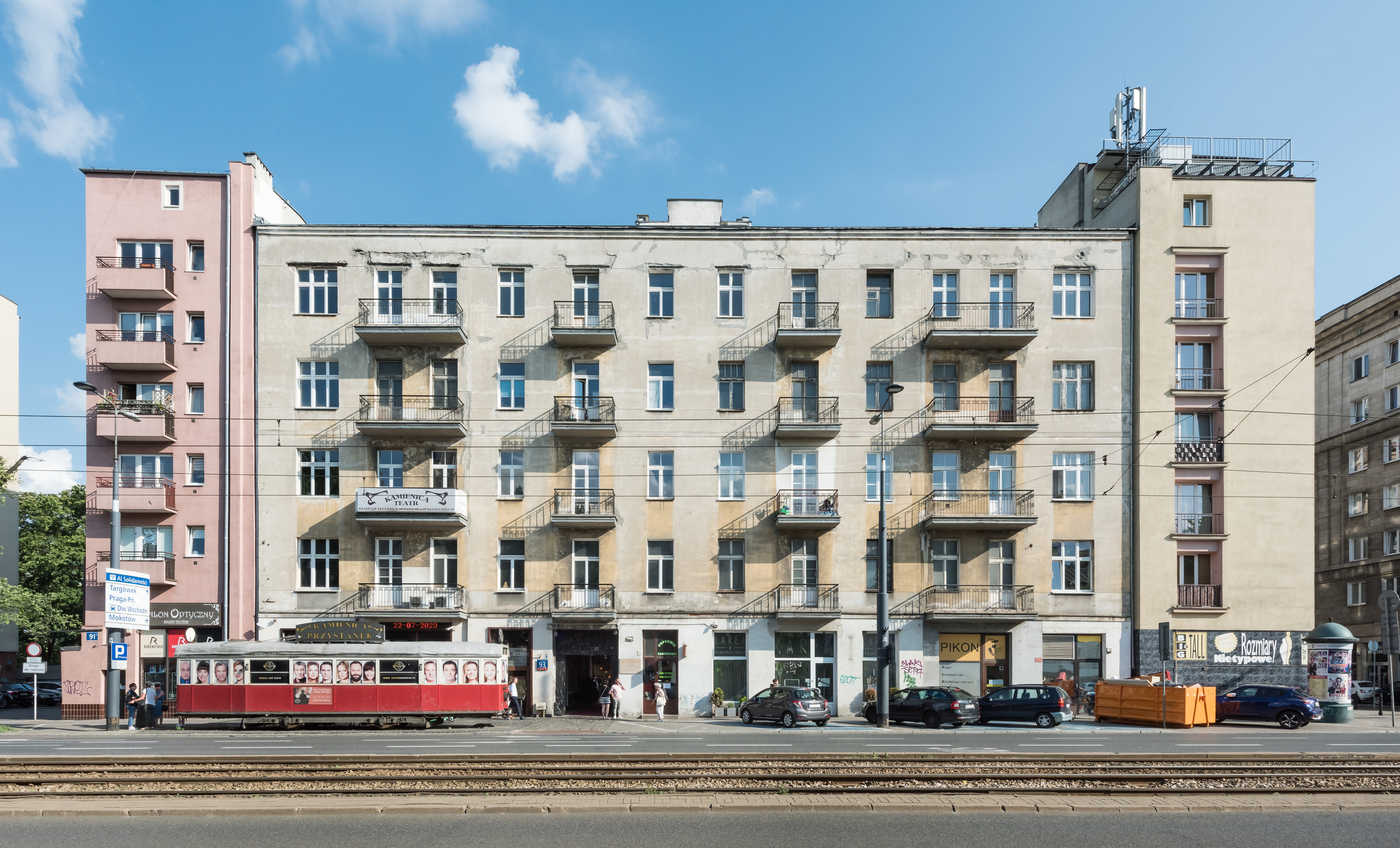
Kamienica przy al. „Solidarności” 93, siedziba teatru. Widoczny zabytkowy tramwaj ustawiony w marcu 2013 roku z okazji czwartej rocznicy powstania placówki

Teatr Kamienica – prywatny teatr komediowy i dramatyczny w Warszawie, założony i prowadzony przez Emiliana Kamińskiego (do 2022) oraz jego żonę, Justynę Sieńczyłło.
Siedziba Teatru Kamienica mieści się w zabytkowej kamienicy przy alei „Solidarności” 93, zbudowanej w 1910 roku w stylu secesyjnym, która ocalała w czasie II wojny światowej. Teatr Kamienica ma około 1800 m² powierzchni; znajdują się w nim trzy sceny: Orla, Emiliana i Piwnica Warsza oraz sale restauracyjne, w tym Kawiarnia Aktorska. Teatr Kamienica powstał w 2009 roku, działa przy nim Fundacja Atut wspierająca młodych twórców kultury polskiej.

## Historia teatru
Historia tego teatru sięga lat PRL. W 1988 roku broadwayowski reżyser Joseph Papp odwiedził Warszawę i podczas rozmowy z przyszłym dyrektorem Teatru Kamienica zapytał: „Emilian, czemu nie założysz własnego teatru?”, „W PRL-u?”, „Jak się PRL skończy, to załóż teatr”.
W 2000 roku Emilian Kamiński rozpoczął poszukiwania odpowiedniego miejsca. Przez 5 lat zbierał fundusze i materiały niezbędne do zrealizowania inwestycji. Nad wykończeniem wnętrza teatru pracowały żona dyrektora, Justyna Sieńczyłło, oraz Jolanta Pachowska. 27 marca 2009 roku podczas Międzynarodowego Dnia Teatru oraz w setną rocznicę wybudowania kamienicy odbyło się uroczyste otwarcie Teatru Kamienica. Nazwiska osób, które przyczyniły się do zrealizowania projektu, zostały umieszczone na pamiątkowej tablicy znajdującej się na dziedzińcu kamienicy.
Teatr składa się ze scen: Orla (na ok. 340 widzów), Emiliana (ok. 120 miejsc), Piwnicy Warsza (ok. 80 miejsc). Działa przy nim Kawiarnia Aktorska a także studio nagrań „Kamienica”.
Przy teatrze działa utworzona w 2002 roku Fundacja „Atut”.

## Historia kamienicy
Dawny adres kamienicy, wybudowanej w roku 1910, to ul. Leszno 13. Początkowo należała ona do bogatego żydowskiego handlarza skórą, Miszy Roga. W listopadzie 1940 roku znalazła się w granicach warszawskiego getta. W latach 1940–1941 w budynku mieścił się Urząd do Walki z Lichwą i Spekulacją, od adresu kamienicy nazywany przez mieszkańców dzielnicy zamkniętej „Trzynastką”. W sierpniu 1942 roku kamienica wraz z całą południową stroną ulicy została wyłączona z getta.
Budynek został uszkodzony podczas II wojny światowej i częściowo, bo do czwartego piętra odbudowany po roku 1945. Kamienica straciła także oryginalną fasadę.
W miejscu, w którym obecnie znajduje się scena Parter, odnaleziono pozostałości Aron ha-kodesz, czyli szafy ołtarzowej służącej do przechowywania Tory. Budując piwnicę Warsza pod zabetonowanymi gruzami odkryto ponad stuletnie kafelki Villeroy Boch. Tam oraz w obecnych salach restauracyjnych mieściły się piwnice, którymi w czasie powstania Armia Krajowa przerzucała ludność żydowską z getta.

## Mała Kamienica
Mała Kamienica jest autorskim programem kulturalno-edukacyjnym Teatru Kamienica skierowanym do młodych widzów.
Program obejmuje m.in. cykl pt. Bajki – twórcze spotkania z wyobraźnią, którego głównym założeniem jest przygotowanie dzieci od najmłodszego wieku do rozumienia i odbierania sztuki, a także edukacja kulturalna i obyczajowa.
Celem zajęć jest zabranie dzieci w podróż przez literaturę dla najmłodszych: od Ezopa, La Fontaine’a, Ignacego Krasickiego, przez takich autorów jak Fredro, Bracia Grimm, Benedykt Hertz, Charles Perrault, Hans Christian Andersen, Carlo Collodi, Antoine de Saint–Exupery, Tove Jansson, Astrid Lindgren, J.R.R. Tolkien, Jan Brzechwa, Julian Tuwim, Janusz Korczak, Ludwik Jerzy Kern, A.A. Milne, Czesław Janczarski, Joanna Kulmowa, Kornel Makuszyński, Michael Ende, Sempé&Goscinny, aż po J.K. Rowling. Każde spotkanie poświęcone będzie jednemu autorowi i wybranemu utworowi, wzbogacone krótką inscenizacją fragmentu utworu, połączoną z nauką piosenki lub interpretacją tekstu przez dzieci (możliwe jest odegranie przez nie krótkiej scenki).
Spektakle mają przede wszystkim charakter edukacyjny i interaktywny, opierają się na dramie pedagogicznej i są okazją do rozmów z dziećmi na trudne tematy dotyczące wartości. Dzieci rozwijają także umiejętności nazywania cech charakteru i poznają reguły współżycia z innymi ludźmi.

## Działalność społeczno-kulturalna
Teatr Kamienica od początku swojego istnienia wspiera i organizuje samodzielnie liczne akcje dobroczynne. W 2011 i 2012 roku zorganizowane zostały „Dni Uśmiechu” podczas których dzieci z ośrodków opiekuńczych z woj. mazowieckiego odbyły warsztaty teatralne i artystyczne. Łącznie z akcji skorzystało ok. 2500 dzieci.
We współpracy z „Fundacją Pomocy Osobom Niepełnosprawnym Nie tylko…” prowadzony jest teatr osób z niepełnosprawnością intelektualną bądź ruchową. Przy Teatrze działa koło teatralne osób bezdomnych, które przygotowało spektakl „Bezdomna Pasja”. Dla osób bezdomnych organizowane są spektakle i zajęcia, a także spotkania okolicznościowe takie jak np. Wigilia dla Bezdomnych.
We współpracy z Tramwajami Warszawskimi zorganizowany został cykl warsztatów o bezpieczeństwie ruchu drogowego i nauka pierwszej pomocy. W akcji wzięło udział kilka tysięcy dzieci ze szkół podstawowych w Warszawie.
Poza swoją samodzielnie animowaną działalnością dobroczynną Teatr Kamienica od czterech lat wspiera swoim działaniem Festiwal Teatralny dzieci z zespołem Downa „MAGiK”. Teatr wspiera również fundację Ewy Błaszczyk „A kogo?” mającej na celu pomoc dzieciom po najcięższych urazach mózgu oraz stworzenie kliniki „Budzik” (pierwsza klinika ma powstać przy Centrum Zdrowia Dziecka w Warszawie).
Długoletnim partnerem Teatru Kamienica jest fundacja „Tęczowy Dom”, która działa na rzecz budowy domu dla dzieci z niepełnosprawnością zespoloną. Najpierw poprzez wspieranie idei powstania „Tęczowego Domu”, a po wybudowaniu Teatru Kamienica, także wspierając materialnie fundację poprzez udostępnianie pomieszczeń Teatru pod wydarzenia organizowane na potrzeby fundacji. W 2011 roku, Teatr Kamienica pomagał przy organizacji VIII koncertu charytatywnego „Mikołaj 2011”. W kolejnym roku teatr kontynuował współpracę z fundacją: koncert „Mikołaj 2012, czyli budujemy Tęczowy Dom” odbył się w budynku Teatru Kamienica, który udostępnił fundacji nieodpłatnie budynek oraz wsparł organizację umożliwiając współpracę z aktorami i obsługą techniczną w trakcie koncertu oraz w ramach kampanii 1% z podatku. Koncert pozwolił podziękować darczyńcom wspierającym działalność fundacji oraz pozyskać dodatkowe wsparcie, które w całości zostało przekazane na budowę Centrum Wsparcia dla Osób Niewidomych z Dodatkowymi Niepełnosprawnościami w Wólce Wybranieckiej. Do działalności społecznej należy jeszcze dołączyć akcję „Kwadrans po nieparzystej”, dzięki której artyści – amatorzy mają szansę zaprezentować się szerszej publiczności.
W Teatrze znajduje się również makieta Warszawy z sierpnia 1939 roku. Na miniaturze, która zajmuje ok. 21 m², można obejrzeć Śródmieście tuż przed wybuchem II wojny światowej. W marcu 2013 roku (przy okazji IV urodzin Teatru) przed kasą placówki stanął zabytkowy tramwaj (tzw. berlinka). Oba przedsięwzięcia: makieta i tramwaj mają „przywoływać ducha przedwojennej Warszawy” i upamiętniać dawną świetność stolicy.

## Nagrody
- Nagroda św. Brata Alberta (12 marca 2012) – za działalność charytatywną na rzecz osób najbardziej potrzebujących oraz za organizację przedstawień teatralnych z udziałem osób niepełnosprawnych.
- Nagroda „Osobowość Roku 2011” (20 lutego 2012) – w kategorii „Sukces Roku 2011” – Teatr
- Nagroda Ernst&Young (24 listopada 2011) – za odwagę w łączeniu biznesu i sztuki.
- Złoty Liść Retro i Zasłużony dla Warszawy (2012)
- Nagroda publiczności na Festiwalu Teatrów Prywatnych „Sztuka Plus Komercja” za spektakl Testament cnotliwego rozpustnika
- Nagroda Akademii Rozwoju Filantropii w konkursie „Dobroczyńca Roku 2012” w kategorii „Współpraca firmy z organizacją pozarządową. Duża firma”.

Źródło: Teatr Kamienica.

## Działalność komercyjna
Teatr Kamienica, poza działalnością teatralną, słynie z organizacji wydarzeń o charakterze kulturalnym, biznesowym, edukacyjnym oraz towarzyskim. Dzięki nowoczesnemu wyposażeniu na trzech niezależnych scenach i w salach restauracyjnych cyklicznie odbywają się liczne eventy: gale, jubileusze, koncerty, konferencje prasowe, recitale, coctail party i spotkania towarzyskie. Od 2014 w teatrze funkcjonuje Studio Kamienica – profesjonalne studio nagrań.

## Spektakle dla dorosłych
Do tej pory Teatr Kamienica wystawił m.in. następujące tytuły:
- I tak Cię kocham
- Motyle są wolne
- Pamiętnik z Powstania Warszawskiego
- Romanse...Romanse...
- Testament cnotliwego rozpustnika
- Wroniec
- Czterdziestka w opałach
- Mój dzikus
- W obronie jaskiniowca
- My brilliant divorce – spektakl wystawiany w języku angielskim
- Piękne panie i panowie
- Polska jest najśmieszniejsza – recital Krzysztofa Daukszewicza
- Super Susan
- Msza wędrującego
- Ta cisza to ja
- Wieczór kabaretowy Emiliana Kamińskiego
- Czarne Serca
- Czechow. Opowiadania (spektakl gościnny Teatru Osób Niepełnosprawnych ON)
- Tango Notturno
- Jak się kochają w niższych sferach
- Wiera Gran
- Hiszpańska Mucha
- Honeymoon (spektakl gościnny)
- Porwanie Sabinek
- Dziś wieczór arszenik, czyli komedia z kawą
- 4 tony podłogi
- Mąż mojej żony
- Old Love(spektakl Teatru Gudejko)
- My, dzieci z Dworca ZOO
- Bar Pod Zdechłym Psem (premiera 7 stycznia 2014)
- Sceny z życia małżeńskiego (premiera 18 stycznia 2014)
- ZUS, czyli Zalotny Uśmiech Słonia (premiera 22 marca 2014)
- Intryga (premiera 14 czerwca 2014)
- Psiunio
- Zazdrość
- Miłość i Polityka
- Kolacja na cztery ręce
- Don Kichot z kamienicy
- Lekko nie będzie
- Noc Gwiazdy
- Test

## Spektakle dla dzieci
Teatr Kamienica wystawił następujące spektakle dla dzieci:
- Trzy świnki i wilk
- Trzewiki szczęścia
- Zwierzątka Pana Ezopa
- Miś Uszatek
- Jaś i Małgosia
- Imieniny św. Mikołaja
- Calineczka
- Domisie w Teatrze
- Tytus, Romek i A’Tomek, czyli jak zostać artystą
- Brzechwa dla dzieci – Prot i Filip
- Ania z Zielonego Wzgórza
- Pomocnicy św. Mikołaja – Prot i Filip
- Czerwony Kapturek w wielkim mieście
- Pan Tenorek i Błękitny Balonik

## Aktorzy współpracujący z Teatrem Kamienica
Marta Chodorowska, Katarzyna Cichopek, Dorota Kamińska, Martyna Kliszewska, Anna Korcz, Joanna Koroniewska, Julita Kożuszek, Marta Ledwoń, Ewa Lorska, Magdalena Nieć, Gracja Niedźwiedź, Anna Oberc, Katarzyna Pakosińska, Maria Pakulnis, Dorota Piasecka, Andżelika Piechowiak, Katarzyna Ptasińska, Olga Sarzyńska, Justyna Sieńczyłło, Katarzyna Skrzynecka, Michalina Sosna, Bożena Stachura, Beata Ścibakówna, Grażyna Wolszczak, Dorota Zięciowska, Przemysław Bluszcz, Szymon Bobrowski, Waldemar Błaszczyk, Dariusz Bereski, Paweł Burczyk, Tadeusz Chudecki, Przemysław Cypryański, Piotr Cyrwus, Sambor Czarnota, Krzysztof Daukszewicz, Wojciech Duryasz, Piotr Grabowski, Marek Frąckowiak, Krzysztof Ibisz, Emilian Kamiński, Jacek Kawalec, Mikołaj Krawczyk, Rafał Królikowski, Tomasz Obara, Maria Pawłowska, Piotr Polk, Jakub Przebindowski, Miłogost Reczek, Michał Rolnicki, Marcel Sabat, Adam Serowaniec, Tomasz Stockinger, Piotr Szwedes, Jarosław Witaszczyk, Zbigniew Zamachowski, Jarosław Boberek.